# زیلانت

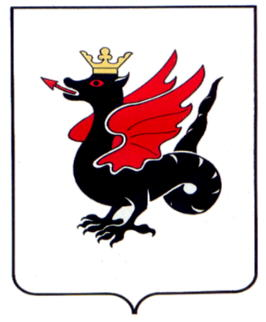
نشان فرمانداری کازان

زیلانت نام موجودی تخیلی در فرهنگ عوام تاتار و روس است.
در این باور، زیلانت ماری بالدار و موجودی بین اژدها و خزنده افسانه‌ای، ویورن (wyvern) است.
زیلانت در افسانه‌های مربوط به بنیادگذاری شهر قازان، پایتخت تاتارستان، ذکر شده و از سال ۱۷۳۰ میلادی نشان و نماد شهر قازان است.
روس‌ها این موجود را زیلانت می‌نامند که از واژه تاتاری یلان (yılan) به معنی مار گرفته شده ولی خود تاتارها برای نامیدن آن از واژه فارسی اژدها استفاده می‌کنند.
بنا بر باور عامیانه تاتاری هر ماری که سنش از صد سال بگذرد اژدها می‌شود.

## نگارخانه

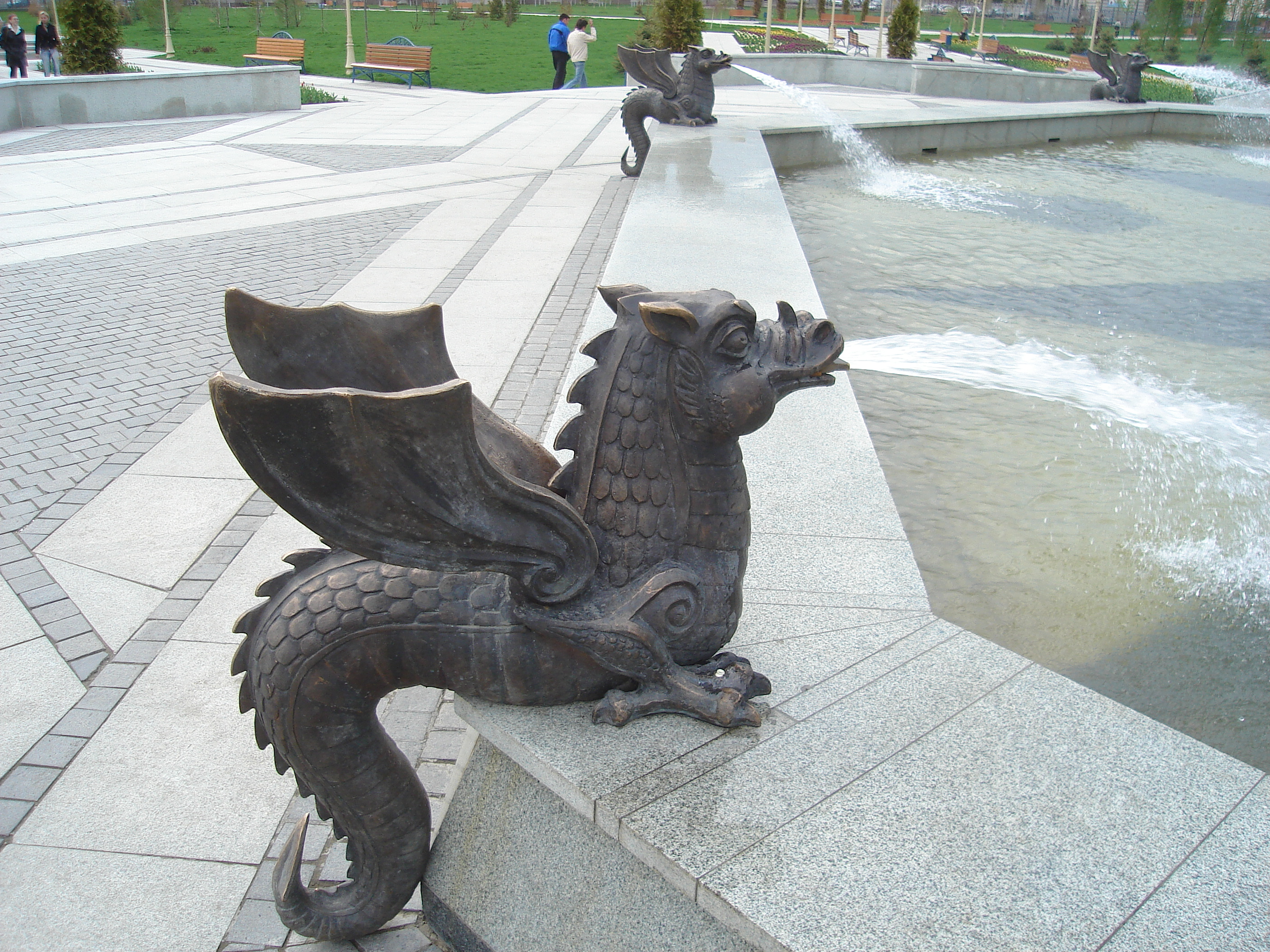
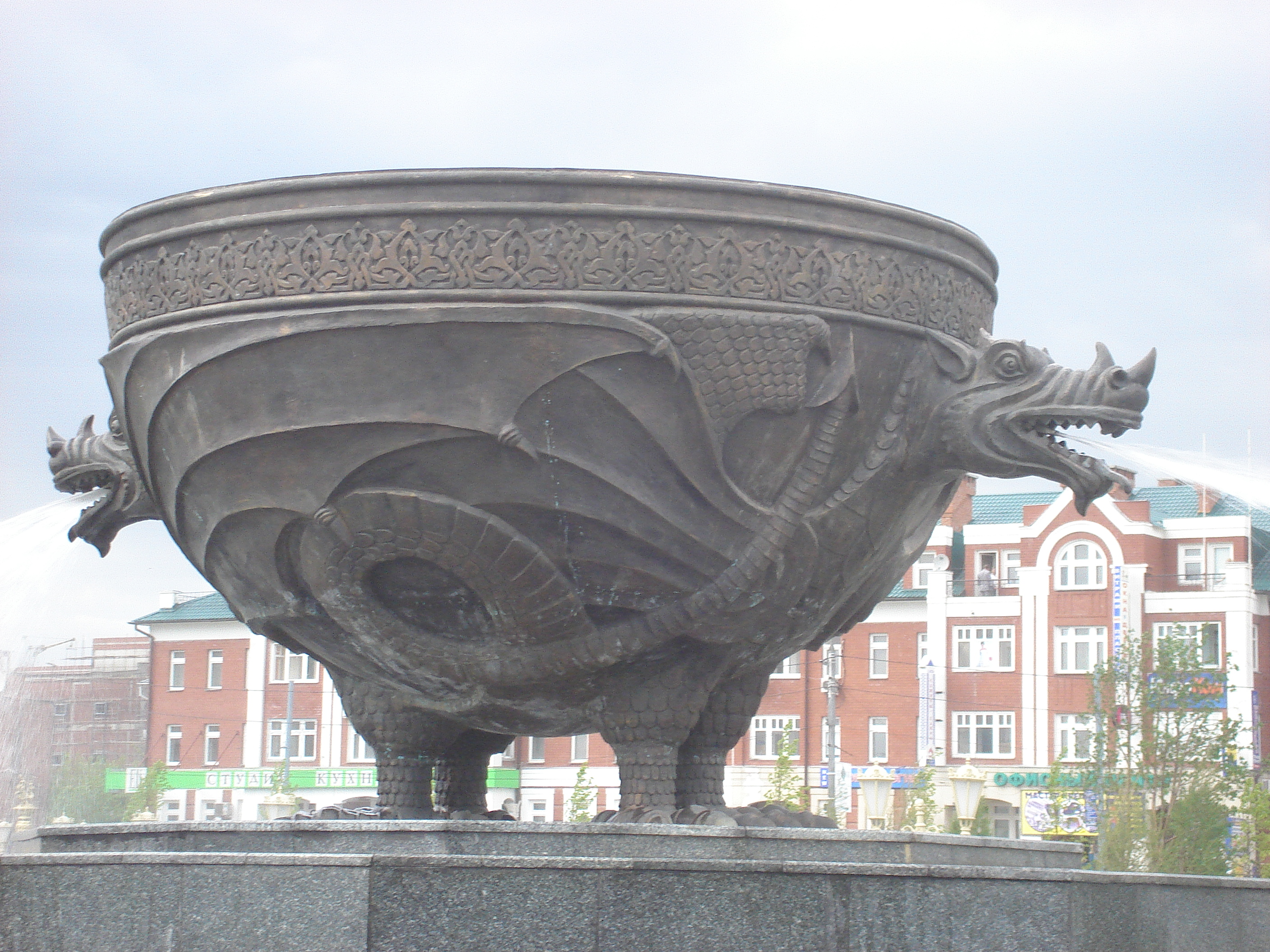
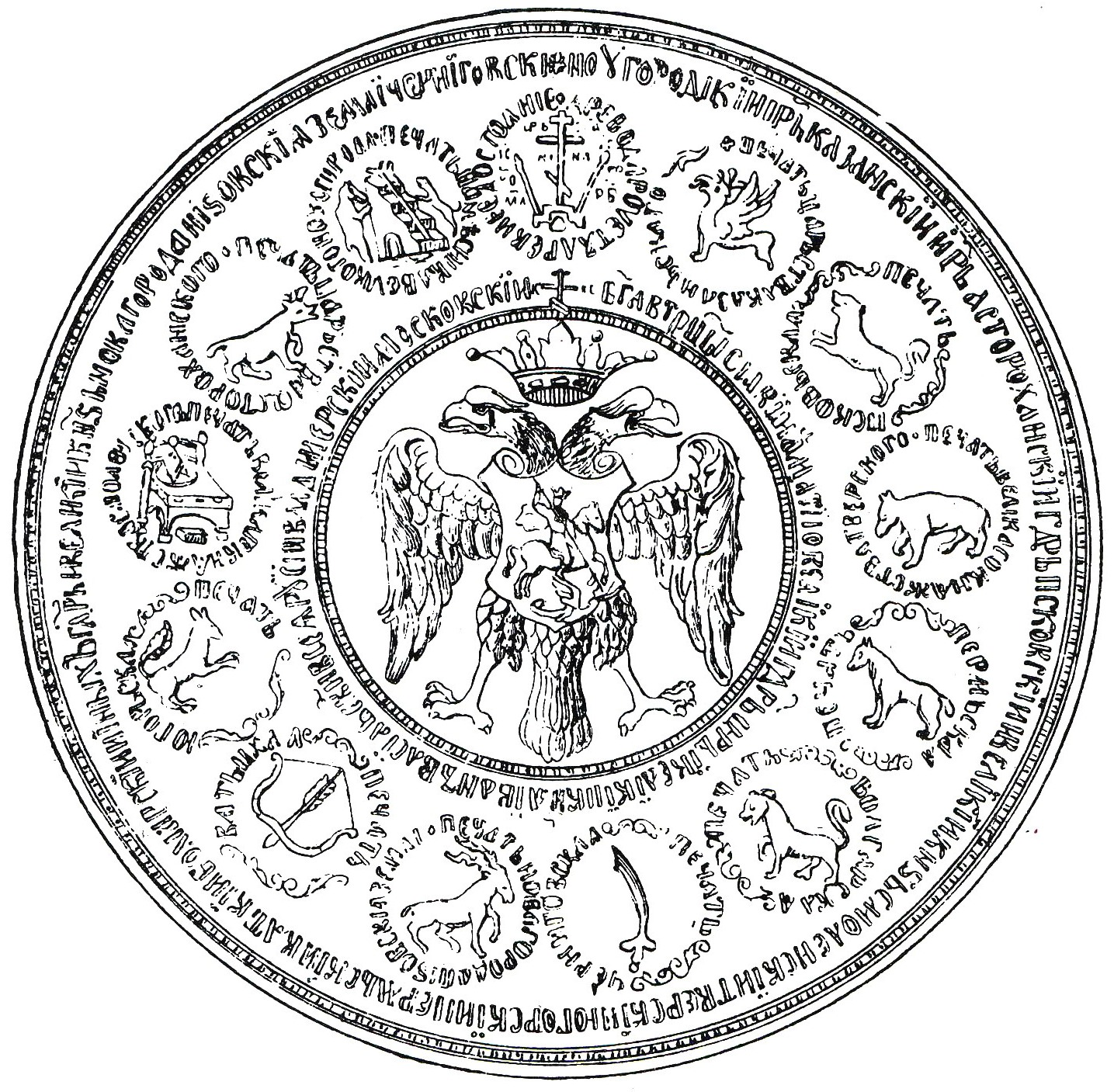
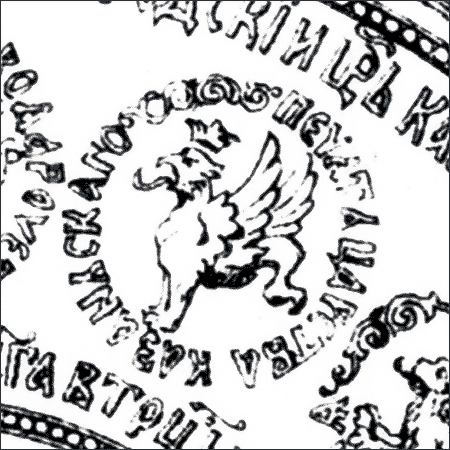